# Fascin
Fascin ist ein kleines, sehr kompaktes Protein mit einem Gewicht von 55 bis 58 Kilodalton, das Aktinfilamente derart bündelt, dass sie mit 10 nm Abstand, starr und parallel verbunden werden. Seine zwei verschiedenen Aktin-Bindungsstellen liegen auf demselben Polypeptid. Die Aktinbindung wird dabei durch Phosphorylierung reguliert.

## Vorkommen und Formen
Ursprünglich isoliert wurde Fascin als eines der ersten Proteine, die Aktin bündeln können, 1982 in Seeigeleiern, man findet es aber auch in Drosophila und in Wirbeltieren.
Es existieren drei verschiedene Formen von Fascin, die alle von unterschiedlichen Genen codiert werden:
- Fascin 1 (FSCN 1), das in Nervenzellen und in unterschiedlichen Mengen anderer Zellen vorkommt
- Fascin 2 (FSCN 2), das in der Netzhaut exprimiert wird, und
- Fascin 3 (FSCN 3), das man nur in den Hoden findet.

## Funktion
Fascin ist vor allem in aktinreichen Zellvorsprüngen, den Filopodien lokalisiert und dient dort mit geringer Dissoziation der Stabilisierung von Aktinfilamenten, indem es diese in enge Bündel zusammenpackt. Das erhöht die mechanische Widerstandskraft der Filamente. Das Erstarren des F-Aktin-Netzwerks hat dabei einen plötzlichen Bruch in der Elastizität der Fasern und eine nachfolgende langsame Abnahme zur Folge, ganz im Gegensatz zu alpha-Actinin 3, das die Elastizität erhöht. Die Rate, mit der F-Aktin in Anwesenheit von Fascin erstarrt, ist aber nicht linear abhängig von der Konzentration von Fascin. Untersuchungen haben gezeigt, dass das zum einen daran liegen könnte, dass die Bündelung und Verknüpfung von Aktin mit der weiteren Verzweigung von Aktinfilamenten und -bündeln konkurriert, und zum anderen daran, dass ein verspäteter Zusammenschluss von Aktin mit erhöhter Mikroheterogenität ebenfalls konkurrieren. Weitere Untersuchungen haben Fascin eine Schlüsselrolle bei der Verzweigung von Aktinfilamenten eingeräumt. Die Verzweigung von F-Aktin wiederum fördert die Bildung eines Netzwerks zwischen den Filamenten, was die Beweglichkeit der einzelnen F-Aktinfasern hemmt.
Fascin wird durch Phosphorylierung von Serine 39 durch die Proteinkinase C reguliert.

## Klinischer Bezug
Fascin wird in allen menschlichen Geweben in unterschiedlichem Maße exprimiert, aber die Expression scheint in Tumorzellen stark erhöht zu sein und in Zusammenhang mit der Metastasierung, speziell von Karzinomen der Epithelzellen, zu stehen. Eine Erhöhung an Fascin in Krebszellen könnte diesen weitere Motilität und damit Möglichkeiten zur Invasion in weitere Gewebe verschaffen. Wie genau dies funktioniert, ist nicht bekannt, aber Studien zeigen, dass Filopodia an der Zellmotilität beteiligt sind, und dass Fascin Aktin in invasiven Zellfortsätzen (Invadopodia) stabilisiert.
Dementsprechend lässt sich Fascin als Marker für eine Tumorerkrankung heranziehen und kann zum Erstellen einer Prognose verwendet werden; allerdings ist es nicht für Krebserkrankungen spezifisch. Auch andere Krankheiten wie eine Infektion mit dem Epstein-Barr-Virus haben das Auftreten von Fascin in bestimmten Zellen (hier: B-Lymphozyten) zur Folge.